# Dyżdownik
Dyżdownik (bułg. Дъждовник) – wieś w Bułgarii, w obwodzie Kyrdżali, w gminie Krumowgrad. W 2024 roku liczyła 93 mieszkańców.